# استفتاء اتحاد الجمهوريات العربية المصري 1971

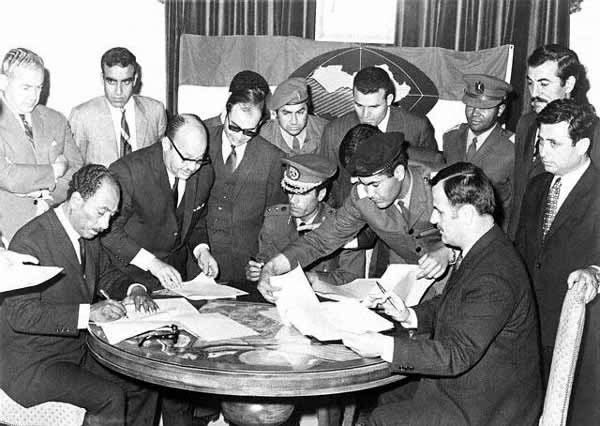

تم إجراء استفتاء بشأن اتحاد الجمهوريات العربية في مصر يوم 1 سبتمبر 1971، إلى جانب استفتاءات متزامنة في كل من سوريا وليبيا. وقد وافق عليه 99.96% من الناخبين، مع اقبال  98.1%.

## النتائج
| الاختيار                | الأصوات   | %     |
| ----------------------- | --------- | ----- |
| مع                      | 7,770,962 | 99.96 |
| ضد                      | 1,363     | 0.04  |
| أصوات فارغة أو مُلغاة    | 2,471     | –     |
| مجموع الأصوات           | 7,776,837 | 100   |
| الأصوات المسجلة/الإقبال | 7,925,297 | 98.13 |
| مصدر: Direct Democracy  |           |       |